# Eupithecia lobbichlerata
Eupithecia lobbichlerata là một loài bướm đêm trong họ Geometridae.